# Man of Conquest
Man of Conquest (bra: A Grande Conquista) é um filme norte-americano de 1939, do gênero faroeste, dirigido por George Nicholls, Jr. e estrelado por Richard Dix e Gail Patrick.

## A produção
Man of Conquest, biografia não muito fiel do político Sam Houston, foi a primeira superprodução da Republic Pictures, um estúdio pequeno especializado em filmes B.
As melhores sequências são as da Batalha de San Jacinto e do cerco ao Alamo, durante a Revolução do Texas, na primeira metade do século XIX. Nessas e em outras cenas de ação, destaca-se o trabalho do premiado dublê Yakima Canutt.
O filme recebeu três indicações ao Oscar, inclusive na categoria Melhor Trilha Sonora, composta por Victor Young.

## Sinopse
A história de Sam Houston começa no Tennessee, onde Andrew Jackson ensina a ele os meandros da política. Seguem-se seus dois mandatos de governador daquele estado, seu primeiro casamento (que resultou em divórcio), as viagens ao Arkansas (onde foi adotado pelos índios Cherokees), e o segundo casamento. Em seguida, seu envolvimento com a independência do Texas, que lhe deu um nome na História.

## Principais premiações
| Prêmio | Categoria                                                         | Situação |
| ------ | ----------------------------------------------------------------- | -------- |
| Oscar  | Melhor Direção de Arte Melhor Mixagem de Som Melhor Trilha Sonora | Indicado |

## Elenco
| Ator/Atriz       | Personagem        |
| ---------------- | ----------------- |
| Richard Dix      | Sam Houston       |
| Gail Patrick     | Margaret Lea      |
| Edward Ellis     | Andrew Jackson    |
| Joan Fontaine    | Eliza Allen       |
| Victor Jory      | William B. Travis |
| Robert Barrat    | David Crockett    |
| Gabby Hayes      | Lannie Upchurch   |
| Ralph Morgan     | Stephen F. Austin |
| Robert Armstrong | Jim Bowie         |
| C. Henry Gordon  | Santa Anna        |
| Janet Beecher    | Senhora Sarah Lea |
| Pedro de Córdoba | Oolooteka         |
| Max Tehune       | Deaf Smith        |